# Vanni Sartini
Vanni Sartini, né le 14 novembre 1976 à Florence en Italie, est un entraîneur italien de football.

## Biographie

### Des jeunes à l'équipe première des Whitecaps de Vancouver
Le 7 décembre 2018, il rejoint les Whitecaps de Vancouver, en tant qu'entraîneur adjoint de Marc Dos Santos.
Le 8 septembre 2020, l'italien est nommé entraîneur principal des moins de 23 ans des Whitecaps de Vancouver et directeur de la méthodologie de l'académie des Whitecaps.
Le 27 août 2021, l'entraîneur prend les rênes de l'équipe des Whitecaps de Vancouver en tant qu'entraîneur intérimaire après le limogeage de Marc Dos Santos,. Le 29 août, il dirige l'équipe pour sa première rencontre contre le Real Salt Lake, qui se solde par une victoire 4-1 au BC Place. Après avoir mené l'équipe aux séries éliminatoires en 2021, il est confirmé pour la saison suivante comme entraîneur, signant, le 30 novembre 2021, un contrat jusqu'en 2023.
Le 26 février 2022, pour la rencontre inaugurale de la saison 2022 du club vancouverois, les Whitecaps de Vancouver s'inclinent 4-0 face au Crew de Columbus au Lower.com Field.